# Théorème de Vaschy-Buckingham
Pour les articles homonymes, voir Buckingham.
En mathématiques, le théorème de Vaschy-Buckingham,, ou théorème Pi, est un des théorèmes de base de l'analyse dimensionnelle. Ce théorème établit que si une équation physique met en jeu n variables physiques, celles-ci dépendant de k unités fondamentales, alors il existe une équation équivalente mettant en jeu {\displaystyle n-k} variables sans dimension construites à partir des variables originelles.
Bien que nommé d'après les physiciens Aimé Vaschy et Edgar Buckingham, ce théorème a d'abord été démontré par le mathématicien français Joseph Bertrand en 1878.

## Énoncé de Vaschy
Soient {\displaystyle a_{1},a_{2},a_{3},\dotsc ,a_{n}} des quantités physiques, dont les {\displaystyle p} premières sont rapportées à des unités fondamentales distinctes et les {\displaystyle (n-p)} dernières à des unités dérivées des {\displaystyle p} unités fondamentales (par exemple {\displaystyle a_{1}} peut être une longueur, {\displaystyle a_{2}} une masse, {\displaystyle a_{3}} un temps, et les {\displaystyle (n-3)} autres quantités {\displaystyle a_{4},a_{5},\dotsc ,a_{n}} seraient des forces, des vitesses, etc. ; alors {\displaystyle p=3}). Si entre ces {\displaystyle n} quantités il existe une relation:
{\displaystyle F(a_{1},a_{2},\dotsc ,a_{n})=0,}
qui subsiste quelles que soient les grandeurs arbitraires des unités fondamentales, cette relation peut se ramener à une autre en {\displaystyle (n-p)} paramètres au plus, soit :
{\displaystyle f(x_{1},x_{2},\dotsc ,x_{n-p})=0,}
les paramètres {\displaystyle x_{1},x_{2},\dotsc ,x_{n-p}} étant des fonctions monômes de {\displaystyle a_{1},a_{2},\dotsc ,a_{n}} (c'est-à-dire {\displaystyle x_{1}=A\cdot a_{1}^{\alpha 1}a_{2}^{\alpha 2}\dotsm a_{n}^{\alpha n}}, avec {\displaystyle \alpha _{i}\in \mathbb {R} }).

## Exemple
En dynamique des fluides, la plupart des situations dépendent des onze quantités physiques suivantes :
| l       | {\displaystyle L}             | Longueur                       |
| D       | {\displaystyle L}             | Diamètre                       |
| ε       | {\displaystyle L}             | Longueur de rugosité           |
| V       | {\displaystyle LT^{-1}}       | Vitesse du fluide              |
| ρ       | {\displaystyle ML^{-3}}       | Masse volumique du fluide      |
| Δp      | {\displaystyle ML^{-1}T^{-2}} | Différence de pression         |
| g       | {\displaystyle LT^{-2}}       | Accélération de la pesanteur   |
| μ       | {\displaystyle ML^{-1}T^{-1}} | Viscosité dynamique ou absolue |
| σ       | {\displaystyle MT^{-2}}       | Tension de surface             |
| T       | {\displaystyle T}             | Période                        |
| K ou Ev | {\displaystyle M^{-1}LT^{2}}  | Compressibilité                |

Ces onze quantités sont définies à travers trois dimensions, ce qui permet de définir 11-3 = 8 nombres sans dimension indépendants. Les variables qui apparaîtront le plus probablement comme dimensionnantes sont V, ρ, et D, qui seront donc pour cette raison choisies comme nouvelles grandeurs de base. 
On en déduit les nombres sans dimension qui en dépendent :
{\displaystyle \pi _{1}={\frac {{\Delta }p}{{\rho }V^{2}}}=C_{P}}, coefficient de pression
{\displaystyle \pi _{2}={\frac {V}{\sqrt {gD}}}=\mathrm {Fr} }, nombre de Froude
{\displaystyle \pi _{3}={\frac {\rho VD}{\mu }}=\mathrm {Re} }, nombre de Reynolds
{\displaystyle \pi _{4}={\frac {V^{2}D\rho }{\sigma }}=\mathrm {We} }, nombre de Weber
{\displaystyle \pi _{5}={\frac {V}{\sqrt {\rho K}}}=\mathrm {Ma} }, nombre de Mach
{\displaystyle \pi _{6}={\frac {D/V}{T}}=\mathrm {St} }, nombre de Strouhal
{\displaystyle \pi _{7}={\frac {l}{D}}}, rapport longueur/diamètre
{\displaystyle \pi _{8}={\frac {\varepsilon }{D}}}, rugosité relative.

## Démonstration de Vaschy
Pour démontrer le théorème précédemment énoncé, remarquons que les quantités {\displaystyle a_{p+1},a_{p+2},\dotsc ,a_{n}} étant rapportées à des unités dérivées, cela revient à dire que l'on peut trouver des exposants {\displaystyle \alpha ,\beta ,\dotsc ,\alpha ',\beta ',\dotsc } tels que les valeurs numériques des rapports
{\displaystyle {\frac {a_{p+1}}{a_{1}^{\alpha }a_{2}^{\beta }\dotsm a_{p}^{\lambda }}}=x_{1},\ \ {\frac {a_{p+2}}{a_{1}^{\alpha '}a_{2}^{\beta '}\dotsm a_{p}^{\lambda '}}}=x_{2},\dotsc ,}
soient indépendantes des valeurs arbitraires des unités fondamentales. (Ainsi {\displaystyle a_{1},a_{2},a_{3},a_{4}} désignant respectivement une longueur, une masse, un temps et une force, le rapport {\displaystyle {\frac {a_{4}}{a_{1}a_{2}a_{3}^{-2}}}}, par exemple, aurait une valeur indépendante du choix des unités). Or, la relation
{\displaystyle F(a_{1},a_{2},\dotsc a_{p},a_{p+1},a_{p+2},\dotsc )=0,}
peut s'écrire
{\displaystyle F(a_{1},a_{2},\dotsc ,a_{p},x_{1}a_{1}^{\alpha }a_{2}^{\beta }\dotsm a_{p}^{\lambda },x_{2}a_{1}^{\alpha '}a_{2}^{\beta '}\dotsm a_{p}^{\lambda '},\dotsc )=0.}
Mais, en faisant varier les grandeurs des unités fondamentales, on pourra faire varier arbitrairement les valeurs numériques des quantités {\displaystyle a_{1},a_{2},\dotsc ,a_{p}}, dont les grandeurs intrinsèques sont supposées fixes, tandis que les valeurs numériques de {\displaystyle x_{1},x_{2},\dotsc ,x_{n-p}} ne changeront point. La relation précédente devant subsister quelles que soient les valeurs arbitraires de {\displaystyle a_{1},a_{2},\dotsc ,a_{p}}, doit être indépendante de ces paramètres ; cette relation prend ainsi la forme la plus simple :
{\displaystyle f(x_{1},x_{2},\dotsc ,x_{n-p})=0.}

## Généralisation
Dans l'énoncé de Vaschy, les {\displaystyle p} premières grandeurs doivent être rapportées à des unités fondamentales distinctes. La généralisation consiste simplement à considérer que les {\displaystyle p} premières grandeurs sont dimensionnellement indépendantes, i.e. les dimensions de ces quantités ne peuvent être écrites comme une fonction monôme des dimensions des autres quantités. Par exemple, prenons quatre grandeurs physiques, une densité volumique {\displaystyle \rho }, une aire {\displaystyle A}, une vitesse {\displaystyle V} et une accélération {\displaystyle a}. Les variables {\displaystyle \rho }, {\displaystyle A} et {\displaystyle V} sont dimensionnellement indépendantes ; par contre les variables {\displaystyle A}, {\displaystyle V} et {\displaystyle a} ne le sont pas, car {\displaystyle [a]=[V]^{2}[A]^{-1/2}}.

## Origine du nom «Théorème Π»
Ce théorème est aussi nommé Théorème Π car il est d'usage en physique d'utiliser la lettre Π pour les variables physiques adimensionnelles qui ne sont pas baptisées comme le sont les nombres de Reynolds, Prandtl ou de Nusselt. C'est ainsi qu'elles sont nommées dans l'article de Buckingham.

## Exemples d'applications

### Volume d'une sphère
Le volume {\displaystyle V} d'une sphère ne dépend que de son rayon {\displaystyle R}. Il vérifie donc une équation {\displaystyle F(V,R)=0}.
En unité SI, les 2 variables sont dimensionnées en {\displaystyle [V]=[L]^{3}} et {\displaystyle [R]=[L]}.
L'équation a 2 variables {\displaystyle V} et {\displaystyle R} et une seule unité {\displaystyle [L]}.
D'après le théorème, il existe une fonction {\displaystyle f} telle que {\displaystyle f(A,R)=0}, où {\displaystyle A} est une constante sans dimension.
Pour trouver la fonction {\displaystyle f}, il faut trouver un couple {\displaystyle ({\alpha },{\beta })} tel que {\displaystyle [V]^{\alpha }.[R]^{\beta }=1}. 
Soit : {\displaystyle [L]^{3{\alpha }}.[L]^{\beta }=[L]^{0}}. 
On peut prendre {\displaystyle ({\alpha },{\beta })=(1,-3)}
La fonction {\displaystyle f} s'écrit alors {\displaystyle f({\frac {V^{1}}{R^{3}}},R)=0}. On retrouve que le résultat {\displaystyle {\frac {V}{R^{3}}}=A} est une constante sans dimension (dont la valeur est {\displaystyle {\frac {4\pi }{3}}}).

### Sport
L'utilité du théorème de Vaschy-Buckingham en dehors de la physique n'est pas exclue, mais n'a pas été étudiée de façon détaillée. Il a été appliqué en 2020 dans le domaine des sciences du sport.